# For Better or For Worse
For Better or For Worse (conocida también como "Problemas de Familia", "Para Bien o para Mal" o simplemente "Los Patterson") fue un dibujo animado de origen canadiense creado por Lynn Johnston en 1979 como cómic, posteriormente en 1992 fueron transmitidos 6 episodios por televisión.
Esta caricatura cuenta la vida de la familia "Patterson" y sus amigos.
En Chile, The Fun Channel emitió 6 episodios entre 1997 y 2000:
- El último campamento (1992)
- Un Ángel de Navidad (1992)
- El Bueno para Nada (Halloween) (1993)
- Día de San Valentín (1993)
- Atrayendo Chicas (The Babe Magnet) (1994)
- Una Tormenta en Abril (1995)

## Personajes
- Elly Patterson, una mujer casada y madre de 3 hijos: Michael, Elizabeth y April.

- John Patterson, el marido de la protagonista, Elly, también un dentista y un padre. Con el tiempo desarrolla intereses sobre los autos y los ferrocarriles de modelo.

- Michael Patterson, es el hijo mayor de John y Elly. Es amigo de Gordon un adolescente afable, de gafas y amante de los autos. Tiene una mala relación con Brad Luggsworth, quien lo molesta en reiteradas ocasiones.

- Elizabeth Patterson, es la hija "del medio" de John y Elly. Hermana de Michael.

- April Patterson, es la hija menor de John y Elly. Es una bebé traviesa que a veces hace irritar a sus padres, suele repetir constantemente lo que dicen las personas mayores.